# گدیون زلالم
گدیون زلالم (هلندی: Gedion Zelalem؛ زاده ۲۶ ژانویهٔ ۱۹۹۷) یک بازیکن فوتبال اهل آلمان است.